# Ian George Black
Ian George Black (Edimburgo, 14 marzo 1985) è un ex calciatore scozzese, di ruolo centrocampista.

## Biografia
È figlio del calciatore Ian Black, nato nel 1960 e attivo negli anni ottanta del XX secolo.
Nel maggio 2011 la stampa britannica ha reso noto che Black ed il suo compagno di squadra dell'Hearts Robert Ogleby sono stati fermati poiché sarebbero stati in possesso di cocaina, una droga di classe A, mentre si trovavano nella discoteca Lava & Ignite di Edimburgo. Il 17 febbraio 2012 il caso è stato archiviato in quanto i testimoni non hanno confermato i fatti sostenuti dall'accusa.
Nell'agosto 2013 Ian Black è stato messo sotto investigazione da parte della Scottish FA per aver scommesso in 160 partite tra il 2006 e il 2013. Tra queste partite dieci coinvolgono il proprio team e altre tre sono contro la squadra per la quale giocava.

## Statistiche

### Cronologia presenze e reti in nazionale
| Cronologia completa delle presenze e delle reti in nazionale ― Scozia | Cronologia completa delle presenze e delle reti in nazionale ― Scozia | Cronologia completa delle presenze e delle reti in nazionale ― Scozia | Cronologia completa delle presenze e delle reti in nazionale ― Scozia | Cronologia completa delle presenze e delle reti in nazionale ― Scozia | Cronologia completa delle presenze e delle reti in nazionale ― Scozia | Cronologia completa delle presenze e delle reti in nazionale ― Scozia | Cronologia completa delle presenze e delle reti in nazionale ― Scozia |
| Data                                                                  | Città                                                                 | In casa                                                               | Risultato                                                             | Ospiti                                                                | Competizione                                                          | Reti                                                                  | Note                                                                  |
| --------------------------------------------------------------------- | --------------------------------------------------------------------- | --------------------------------------------------------------------- | --------------------------------------------------------------------- | --------------------------------------------------------------------- | --------------------------------------------------------------------- | --------------------------------------------------------------------- | --------------------------------------------------------------------- |
| 15-8-2012                                                             | Edimburgo                                                             | Scozia                                                                | 3 – 1                                                                 | Australia                                                             | Amichevole                                                            | -                                                                     | 87’                                                                   |
| Totale                                                                |                                                                       | Presenze                                                              | 1                                                                     |                                                                       | Reti                                                                  | 0                                                                     |                                                                       |

## Palmarès

### Club

#### Competizioni nazionali
- Coppa di Scozia: 1

Hearts: 2011-2012
- Scottish Third Division: 1

Rangers: 2012-2013
- Scottish League One: 1

Rangers: 2013-2014